# Lysinmalonylierung
Lysinmalonylierung (Kmal, maK), Proteinmalonylierung oder kurz Malonylierung, ist eine reversible posttranslationale Modifikation (PTM) in eukaryotischen und prokaryotischen Zellen, bei der eine Malonylgruppe (–CO–CH2–COOH) an einen Lysinrest (K) eines Proteins angehängt wird. Sie gehört zur Familie der sauren Acylmodifikationen wie Succinylierung und Glutarylierung. Erstmals 2011 durch Peng et al. identifiziert, hat sie sich seither als evolutionär konservierter Mechanismus herausgestellt, der unter verschiedenen biologischen und zellulären Bedingungen, wie etwa Stressreaktionen, Stoffwechselveränderungen und genetischen Mutationen, dynamisch reguliert wird und die Ladung, Struktur und Funktion von Proteinen verändern kann. Diese molekularen Effekte betreffen unter anderem Stoffwechselwege von Glukose und Fettsäuren sowie die histonvermittelte Genregulation und werden zunehmend mit Immunregulation, Angiogenese und Stoffwechselerkrankungen, wie Adipositas und Typ‑2‑Diabetes in Verbindung gebracht. Obwohl ihre biologische Bedeutung zunehmend erkannt wird, sind viele Aspekte ihrer Regulationsmechanismen und funktionellen Rollen noch aufzuklären, um ihr therapeutisches Potenzial zu erschließen.

## Chemische Eigenschaften
Durch die kovalente Anheftung einer Malonylgruppe an die ε‑Aminogruppe von Lysinresten ändert sich die Ladung der Lysinseitenkette bei physiologischem pH‑Wert von +1 auf −1, was auf die negativ geladene Carboxylgruppe der Malonylgruppe zurückzuführen ist. Diese vollständige Ladungsumkehrung wird als Ursache angesehen, dass ionische Wechselwirkungen zwischen der normalerweise positiv geladenen Lysinseitenkette und den negativ geladenen Bestandteilen von Nukleotiden, Proteinen und kleinen Molekülen gestört werden und auch die Struktur des Proteins selbst verändert kann. Die Anzahl der Malonylierungsstellen pro Protein kann stark variieren, wie Untersuchungen an der Mausleber zeigten, wo 50,5 % der malonylierten Proteine nur eine einzige Stelle aufwiesen, während andere zwei oder mehr trugen und das am stärksten modifizierte Enzym, Carbamoyl‑Phosphat‑Synthetase 1 (CPS1) aus dem Harnstoffzyklus, 31 Stellen aufwies.

### Einordnung innerhalb anderer Lysinacylierungen
Malonylierung ist wie die Lysinacetylierung eine Lysinacylmodifikation, bewirkt jedoch, anders als die Acetylierung, die die positive Ladung des Lysins neutralisiert, die Einführung einer negativen Ladung. Damit gehört sie zu den sauren Acylierungen, zu denen auch Methylmalonylierung, Succinylierung, Glutarylierung, 3‑Hydroxy‑3‑methylglutarylierung, 3‑Methylglutaconylierung und 3‑Methylglutarylierung zählen. Hinsichtlich ihrer Größe ist die Malonylierung (drei Kohlenstoffatome) voluminöser als die Acetylierung (zwei Kohlenstoffatome), aber kleiner als die Succinylierung (vier Kohlenstoffatome) und die Glutarylierung (fünf Kohlenstoffatome). Folglich wird erwartet, dass diese sauren Acylmodifikationen an demselben Lysinrest einen stärkeren Einfluss auf die Proteinstruktur und Funktion ausüben als eine Acetylierung.
Jede Modifikation entsteht aus einem spezifischen Acyl‑CoA‑Donor: Acetylierung aus Acetyl‑CoA, Succinylierung aus Succinyl‑CoA, Malonylierung aus Malonyl‑CoA, Methylmalonylierung aus Methylmalonyl‑CoA und Glutarylierung aus Glutaryl‑CoA. Malonyl‑CoA wird im Cytosol und in den Mitochondrien durch die Acetyl‑CoA‑Carboxylase (ACC) gebildet und in den Mitochondrien zusätzlich durch Acyl‑CoA‑Synthetase‑Familienmitglied 3 (ACSF3); Succinyl‑CoA stammt aus dem Citratzyklus und dem Aminosäurekatabolismus; Glutaryl‑CoA aus dem Aminosäurekatabolismus; und Methylmalonyl‑CoA aus dem Aminosäure‑ und ungeradzahlige Fettsäurestoffwechsel, was sich bei Vitamin‑B12‑Mangel und Methylmalonazidämien anreichert. Malonyl‑CoA ist gegenüber Proteinen weitaus weniger reaktiv als Succinyl‑CoA oder Glutaryl‑CoA, da seine kürzere Kohlenstoffkette (wie bei Acetyl‑CoA), keine intramolekulare Katalyse zur Bildung reaktiver cyclischer Anhydrid‑Intermediate ermöglicht, die wiederum eine Proteinacylierung über einen größeren pH‑Bereich hinweg ermöglicht. Malonyl‑, Succinyl‑ und Glutarylgruppen werden durch Sirtuin 5 (SIRT5) entfernt, das gegenüber Acetylierungen nur geringe Aktivität zeigt.
Malonylierung tritt vorwiegend in den Mitochondrien auf, findet sich aber auch im Cytosol und Zellkern; in der Mausleber sind etwa 58 % der malonylierten Proteine mitochondrial lokalisiert, während sie in humanen Fibroblasten gleichmäßiger verteilt sind. Succinylierung und Glutarylierung sind hingegen überwiegend, aber nicht ausschließlich, mitochondrial. Die relative Häufigkeit dieser Acylierungen spiegelt die Verfügbarkeit der zellulären Donoren wider: Acetylierung ist am häufigsten, Succinylierung erreicht 10–30 % des Acetylierungsniveaus, Malonylierung tritt mindestens zehnfach seltener auf, und Glutarylierung wird nur in Spuren nachgewiesen. In Mausleberzellen überlappten 56 % der mitochondrialen Malonylierungsstellen mit Succinylierung, während 44 % einzig für die Malonylierung waren (weder succinyliert noch acetyliert). Umgekehrt überlappten 86 % der Succinylierungsstellen mit mindestens einer dieser anderen Acylierungen, und nur 6 % der Stellen wiesen alle drei Modifikationen auf, vor allem in Proteinen, die an der Fettsäureoxidation, dem Glutaryl‑CoA‑Abbau und der Ketogenese beteiligt sind. Die unterschiedliche Verteilung der Malonylierung, ihre spezifischen Zielproteine und die einzelnen modifizierten Lysinreste deuten auf eine besondere Rolle unter den Lysinacylmodifikationen in der zellulären Regulation hin.
|                                            |                                            | Acetylierung | Malonylierung                                                                   | Methylmalonylierung                                                                   | Succinylierung                                                                                               | Glutarylierung                                                                                               |
| ------------------------------------------ | ------------------------------------------ | --- | ------------------------------------------------------------------------------- | ------------------------------------------------------------------------------------- | --- | --- |
| Funktionelle Gruppe                        | Chemische Formel                           | C2H30 | C3H2O4                                                                          | C4H5O3                                                                                | C4H4O4 | C5H6O4 |
| Funktionelle Gruppe                        | Vereinfachte Strukturformel                | –CO–CH3 | –CO–CH2–COOH                                                                    | –CO–CH(CH3)–COOH                                                                      | –CO–(CH2)2–COOH                                                                                              | –CO–(CH2)3–COOH                                                                                              |
| Räumliche Ausdehnung                       | Räumliche Ausdehnung                       | Zwei Kohlenstoffe                                                                                                   | Drei Kohlenstoffe                                                               | Vier Kohlenstoffe                                                                     | Vier Kohlenstoffe                                                                                            | Fünf Kohlenstoffe                                                                                            |
| Ladungswechsel                             | Ladungswechsel                             | +1 → 0 | +1 → -1                                                                         | +1 → -1                                                                               | +1 → -1 | +1 → -1 |
| Donor                                      | Donor                                      | Acetyl-CoA | Malonyl-CoA                                                                     | Methylmalonyl-CoA                                                                     | Succinyl-CoA                                                                                                 | Glutaryl-CoA                                                                                                 |
| Häufigkeit                                 | Häufigkeit                                 | Acetyl-CoA < Succinyl-CoA < Malonyl-CoA < Glutaryl-CoA                                                              | Acetyl-CoA < Succinyl-CoA < Malonyl-CoA < Glutaryl-CoA                          | Acetyl-CoA < Succinyl-CoA < Malonyl-CoA < Glutaryl-CoA                                | Acetyl-CoA < Succinyl-CoA < Malonyl-CoA < Glutaryl-CoA                                                       | Acetyl-CoA < Succinyl-CoA < Malonyl-CoA < Glutaryl-CoA                                                       |
| Nicht-enzymatische Acylierung: Reaktivität | Nicht-enzymatische Acylierung: Reaktivität | Keine Anhydridringbildung                                                                                           | Keine Anhydridringbildung                                                       | Unbekannt                                                                             | Hoch reaktiver fünf-gliedriger Anhydridring                                                                  | Hoch reaktiver sechs-gliedriger Anhydridring                                                                 |
| Enzymatische Deacylierung: Enzyme (Eraser) | Enzymatische Deacylierung: Enzyme (Eraser) | - Zellkern: HDAC1, HDAC2, HDAC3, Sirtuin 1, Sirtuin 2 - Cytoplasma: Sirtuin 1, Sirtuin 2 - Mitochondrien: Sirtuin 3 | Global: Sirtuin 5                                                               | Global: Sirtuin 5                                                                     | Global: Sirtuin 5                                                                                            | Global: Sirtuin 5                                                                                            |
| Stoffwechselpfade                          | Stoffwechselpfade                          | - Nahezu alle Enzyme von Kernstoffwechselpfaden in Verbindung zur Insulin-Sekretion - Genregulation                 | - Glucosestoffwechsel - Fettsäurestoffwechsel - Glutaryl-CoA-Abbau - Ketogenese | - Glutathion-Synthese - Harnstoffzyklus - Arginin-Synthese - Oxidoreduktase-Aktivität | - Oxioreduktase-Aktivität - Aminosäurestoffwechsel - Fettsäurestoffwechsel - Glutaryl-CoA-Abbau - Ketogenese | - Oxioreduktase-Aktivität - Aminosäurestoffwechsel - Fettsäurestoffwechsel - Glutaryl-CoA-Abbau - Ketogenese |

## Malonyl-CoA als Donor
Malonyl‑CoA, der Donor für die Lysinmalonylierung, ist membranundurchlässig und muss daher in jedem subzellulären Kompartiment lokal synthetisiert werden.
- Im Cytosol wird Malonyl‑CoA durch die Acetyl‑CoA‑Carboxylase (ACC) aus Acetyl‑CoA und CO2 gebildet und stellt den größten Teil des zellulären Malonyl‑CoA‑Pools bereit.[20] Die Menge an Malonyl‑CoA im Cytosol wird streng reguliert durch das Gegenspiel von ACC und Malonyl‑CoA‑Decarboxylase (MCD), welches die Rückreaktion katalysiert bei der Acetyl‑CoA und CO2 produziert wird.[16] Cytosolisches Malonyl‑CoA spielt eine zentrale Rolle in der Regulation des Fettsäurestoffwechsels.[20] Obwohl Malonyl‑CoA selbst nicht in die Mitochondrien gelangen kann, kann Malonat, das durch nichtenzymatische Hydrolyse von cytosolischem Malonyl‑CoA entsteht, Membranen passieren und zum mitochondrialen Malonyl‑CoA‑Pool beitragen.[20]
- In den Mitochondrien wird der Malonyl‑CoA‑Pool erzeugt durch Acyl‑CoA‑Synthetase‑Familienmitglied 3 (ACSF3), das die Thioesterifizierung von Malonat und CoA katalysiert, und zum anderen durch eine mitochondriale Isoform der Acetyl‑CoA‑Carboxylase 1 (mtACC1), die Malonyl‑CoA durch Carboxylierung von Acetyl‑CoA und CO2 erzeugt.[14] Ergänzend dazu wirkt auch MCD in den Mitochondrien, wo es Malonyl‑CoA wieder in Acetyl‑CoA und CO2 umwandelt.[19] Mitochondriales Malonyl‑CoA ist unerlässlich für die lokale Proteinmalonylierung und für die mitochondriale Fettsäuresynthese (mtFAS).[19][14]
- Im Zellkern wird Malonyl‑CoA durch ACC1 gebildet, das hauptsächlich im Zytoplasma lokalisiert ist, was auf eine lokale und möglicherweise unkonventionelle Funktion hindeutet.[1]

Der Umfang der Malonylierung nimmt mit der Verfügbarkeit von Malonyl‑CoA zu, insbesondere unter Bedingungen wie metabolischem Stress oder Enzymdefekten, zum Beispiel bei Malonyl‑CoA‑Decarboxylase‑Mangel.

## Mechanismus

### Nicht-enzymatische Malonylierung
Der Mechanismus der nicht-enzymatischen Malonylierung beruht auf der spontanen Übertragung einer Malonylgruppe von Malonyl‑CoA auf Lysinreste von Proteinen – ohne Beteiligung eines Enzyms. Diese Reaktion wird durch die intrinsische Elektrophilie von Malonyl‑CoA angetrieben, einem hochreaktiven Thioester, dessen elektronenanziehende Carboxylgruppe die Anfälligkeit der Thioesterbindung für nukleophile Angriffe durch deprotonierte Lysinseitenketten erhöht. In der mitochondrialen Matrix sind die Bedingungen besonders günstig für die nicht-enzymatische Malonylierung, da das alkalische Milieu die Deprotonierung von Lysin begünstigt. In Kompartimenten mit nahezu neutralem pH-Wert, wie dem Cytosol oder Zellkern, sind Lysinreste weniger reaktiv, sodass Malonylierungen an diesen Orten vermutlich stärker enzymabhängig sind. Das deutet darauf hin, dass beide Mechanismen zur Gesamtverteilung der Malonylierung in der Zelle beitragen.

### Enzymatische Malonylierung
Die Enzyme, die die enzymatische Malonylierung katalysieren, sogenannte Malonyltransferasen, wurden bislang nicht eindeutig identifiziert. Aufgrund struktureller Ähnlichkeiten zwischen Acetyl‑CoA und Malonyl‑CoA wird vermutet, dass einige Lysinacetyltransferasen (KATs) ebenfalls Malonylierungen vermitteln könnten. KAT2A (GCN5) wurde experimentell mit der Histon‑Malonylierung in Verbindung gebracht und gilt derzeit als stärkster Kandidat, während ein weiterer vorgeschlagener Kandidat p300 ist, das auch andere Acylmodifikationen wie die Crotonylierung vermittelt.

### Demalonylierung
Die Entfernung der Malonylierung wird durch Sirtuin 5 (SIRT5) katalysiert, eine Histondeacetylase der Klasse III, die für ihre Aktivität NAD+ benötigt, jedoch durch Nicotinamid gehemmt wird. SIRT5 ist in mitochondrialen, cytoplasmatischen und nukleären Kompartimenten weit verbreitet exprimiert und kann neben Malonylgruppen auch andere negativ geladene Acylmodifikationen entfernen, darunter Succinyl‑, Glutaryl‑ und Methylmalonylgruppen, während es gegenüber Acetylgruppen nur geringe Aktivität zeigt. Es katalysiert die Entfernung der Malonylgruppe in folgender Reaktion:
Proteomische Analysen der Mausleber zeigten, dass SIRT5 Proteine reguliert, die an der Glykolyse, Gluconeogenese, Fettsäureoxidation und am Harnstoffzyklus beteiligt sind. Von allen identifizierten malonylierten Lysinpositionen werden etwa 16 % durch SIRT5 reguliert, wobei die Mehrheit dieser regulierten Proteine (73 %) nur eine einzige malonylierte Lysinposition enthält. Der moderate Effekt eines SIRT5‑Knockdowns auf die Lysinmalonylierung deutet auf die Existenz weiterer, bislang unbekannter Demalonylasen hin. Zudem wurde vorgeschlagen, dass Demalonylasen und Deacetylasen weniger als neuartige Regulationsenzyme, sondern eher als ein Mechanismus der Proteinqualitätskontrolle fungieren könnten.

## Malonylierte Proteine
Proteomische Analysen zeigten, dass malonylierte Proteine vermehrt in Stoffwechselwegen des Glukose- und Fettsäurestoffwechsels sowie im Harnstoffzyklus vorkommen und dabei sowohl mitochondriale als auch cytosolische Enzyme betreffen. Malonylierung wurde zudem an nukleären Proteinen, wie etwa Histon H2B, nachgewiesen.
Nachfolgend eine Liste ausgewählter Proteine, bei denen eine Malonylierung experimentell bestätigt wurde:
- Acetyl‑CoA‑Carboxylase 1 (ACC1)[22]
- Carbamoylphosphat‑Synthetase 1 (CPS1)[9][23]
- Carnitin‑Palmitoyltransferase 1 (CPT1)[16]
- Enolase 1 (ENO1)[5]
- Formyltetrahydrofolat‑Dehydrogenase, 10- (ALDH1L1)[23]
- Fructose‑1,6‑bisphosphat‑Aldolase B (ALDOB)[2]
- Glycerinaldehyd‑3‑phosphat‑Dehydrogenase (GAPDH)[3]
- Histon H2B[1]
- Langkettige 3‑Hydroxyacyl‑CoA‑Dehydrogenase (LCHAD)[16]
- Sehr langkettige Acyl‑CoA‑Dehydrogenase (VLCAD)[16]

## Klinische Relevanz

### Kombinierte Malon- und Methylmalonazidurie (CMAMMA)
Die kombinierte Malon- und Methylmalonazidurie (CMAMMA) wird durch Mutationen im ACSF3‑Gen verursacht, das für das Enzym Acyl‑CoA‑Synthetase‑Familienmitglied 3 (ACSF3) kodiert. Dieses mitochondriale Enzym wandelt Malonat und Methylmalonat in ihre jeweiligen CoA‑Derivate um. In der Leber unterliegen sowohl die Expression von ACSF3 als auch die mitochondriale Proteinmalonylierung einem nahrungsabhängigen Tagesrhythmus, wobei die Malonylierung kurz nach der ACSF3‑Expression ihren Höhepunkt erreicht – unabhängig von der inneren zirkadianen Uhr. Der Verlust der ACSF3‑Aktivität in diesem Gewebe verringert die mitochondriale Malonylierung und stört zentrale Stoffwechselwege wie Glykolyse, Gluconeogenese, Fettsäureoxidation und den NADPH‑Stoffwechsel, was letztlich die Energiehomöostase beeinträchtigt.

### Malonazidurie
Die Malonazidurie wird durch Mutationen oder Deletionen im MLYCD‑Gen verursacht, das für die Malonyl‑CoA‑Decarboxylase (MCD) kodiert, einem Enzym, das für die Umwandlung von Malonyl‑CoA in Acetyl‑CoA erforderlich ist. Der Verlust der MCD‑Aktivität führt zur Anreicherung von Malonyl‑CoA und zu einem deutlichen Anstieg der Lysinmalonylierung. Proteomische und funktionelle Analysen haben gezeigt, dass diese Hypermalonylierung die mitochondriale Atmung beeinträchtigt und die Fettsäureoxidationskapazität verringert, was auf eine direkte Rolle der Proteinmalonylierung bei der metabolischen Dysfunktion dieser Erkrankung hindeutet. Die klinischen Ähnlichkeiten zwischen MCD‑ und ACSF3‑Defekt legen ihre Beteiligung an einem gemeinsamen Entgiftungsweg für Malonat nahe.

### Histon‑Malonylierung und Alterung
Malonylierung tritt auch an nukleären Proteinen, einschließlich Histonen, auf und reguliert dabei chromatinassoziierte Prozesse. Es wurde gezeigt, dass Histonmalonylierung die Expression ribosomaler RNA (rRNA) und die Größe des Nukleolus erhöht – beides Merkmale, die mit der zellulären Alterung in Verbindung stehen. In gealterten Geweben von Mäusen ist eine global erhöhte Malonylierung nachweisbar, was möglicherweise auf eine verstärkte Expression der Acetyl‑CoA‑Carboxylase und eine verringerte Aktivität der Deacylase SIRT5 zurückzuführen ist, deren Funktion vom altersbedingt sinkenden NAD+‑Spiegel abhängt. Diese Befunde deuten auf eine Rolle der Histonmalonylierung in der epigenetischen Regulation von Alterungsprozessen hin.

### Typ‑2‑Diabetes & Adipositas
Bei Typ-2-Diabetes ist die Lysinmalonylierung im Lebergewebe signifikant erhöht, wie in adipösen Mausmodellen (db/db- und ob/ob-Mäuse) gezeigt wurde. Viele der betroffenen Proteine sind am Glukose- und Lipidstoffwechsel beteiligt, und es konnte gezeigt werden, dass die Malonylierung von glykolytischen Enzymen deren Aktivität hemmt, was zu einem reduzierten glykolytischen Fluss führt. Sechs der zehn Enzyme der Glykolyse sind an Stellen malonyliert, die durch die Demalonylase SIRT5 reguliert werden, welche diese Hemmung aufhebt und ein potenzielles therapeutisches Ziel darstellen könnte, gemeinsam mit weiteren bislang nicht identifizierten Enzymen, die die Malonylierung regulieren.

### Immunregulation
In ruhenden Makrophagen bindet Glycerinaldehyd-3-phosphat-Dehydrogenase (GAPDH) an entzündungsrelevante mRNAs wie TNFα und unterdrückt deren Translation. In aktivierten Makrophagen wirkt die Lysinmalonylierung als regulatorisches Signal während entzündlicher Reaktionen. Eine entzündliche Stimulation mit Lipopolysaccharid (LPS) erhöht die cytosolischen Malonyl‑CoA‑Spiegel und führt zur Malonylierung von GAPDH an Lysin 213. Diese Modifikation stört die RNA-Bindung und fördert dadurch die Translation proenzündlicher Zytokine wie TNFα. Diese Ergebnisse etablieren die Lysinmalonylierung als Verbindung zwischen zellulärem Stoffwechsel und Immunaktivierung.

### Angiogenese
Die Hemmung der Fettsäuresynthase (FASN) erhöht die Malonyl‑CoA‑Spiegel in Endothelzellen und führt zur Malonylierung von mTOR an Lysin 1218. Dies beeinträchtigt die Kinaseaktivität des mTOR‑Komplexes 1, was die endotheliale Proliferation hemmt und letztlich zu einer gestörten Angiogenese führt. Dieser Effekt wurde sowohl bei der normalen Gefäßentwicklung als auch bei der krankheitsbedingten Angiogenese, etwa bei der retinalen Neovaskularisation im Mausmodell der Frühgeborenenretinopathie (ROP), beobachtet. Diese Befunde verbinden die Malonylierung mit der Regulation der Angiogenese über die mTOR‑Signalgebung.

## Forschung
Malonyllysin ist chemisch instabil und kann beim Erhitzen zu Acetyllysin decarboxylieren, was die Analyse erschwert und zu Fehlidentifikationen führen kann. In der tandem-massenspektrometrischen Analyse ist diese Reaktion durch einen charakteristischen Massenverlust von 44 Da erkennbar, der der Freisetzung von CO2 entspricht. Um dieses Problem zu umgehen, wurde ein stabiler, tetrazolbasierter Isoster von Malonyllysin entwickelt, der gegenüber einer solchen Zersetzung resistent ist. Dieser ist mit der Peptidsynthese kompatibel und zeigt eine verringerte, aber nachweisbare Erkennung durch malonylspezifische Antikörper und SIRT5, was Studien zur Malonylierung ohne Decarboxylierungsartefakte ermöglicht.